# Porträtt av Hieronymus Holzschuher
Porträtt av Hieronymus Holzschuher är en oljemålning av den tyske renässanskonstnären Albrecht Dürer. Tavlan målades 1526 och var i den porträtterades familjs ägo till 1884 då den förvärvades av Gemäldegalerie i Berlin. 
Målningen är ett porträtt av Hieronymus Holzschuher(de) (1469–1529), framgångsrik köpman och borgmästare i konstnärens hemstad Nürnberg. Han var nära vän till Dürer och den som 1499 beställde Kristi begråtande till familjealtaret i Sankt Sebaldskyrkan. Inskriptionen upp till vänster ("HIERONIM HOLTZSCHVER ANNO DO(MI)NI 1526. ETATIS SVE. 57") förklarar att verket färdigställdes 1526 då Holzschuher var 57 år gammal. Konstnärens signatur återfinns till höger om den porträtterades huvudet. Tavlan är ett sent verk i Dürers oeuvre; samma år tillkom också porträtten av Jakob Muffel och Johann Kleeberger — det förra även utställt på Gemäldegalerie.
Det realistiska porträttet var sannolikt tänkt att användas privat snarare än representativt. Till skillnad från flertalet andra av Dürers porträtt möter här Holzschuhers blick betraktaren, en blick som är skeptisk men inte ovänlig.

## Bildgalleri

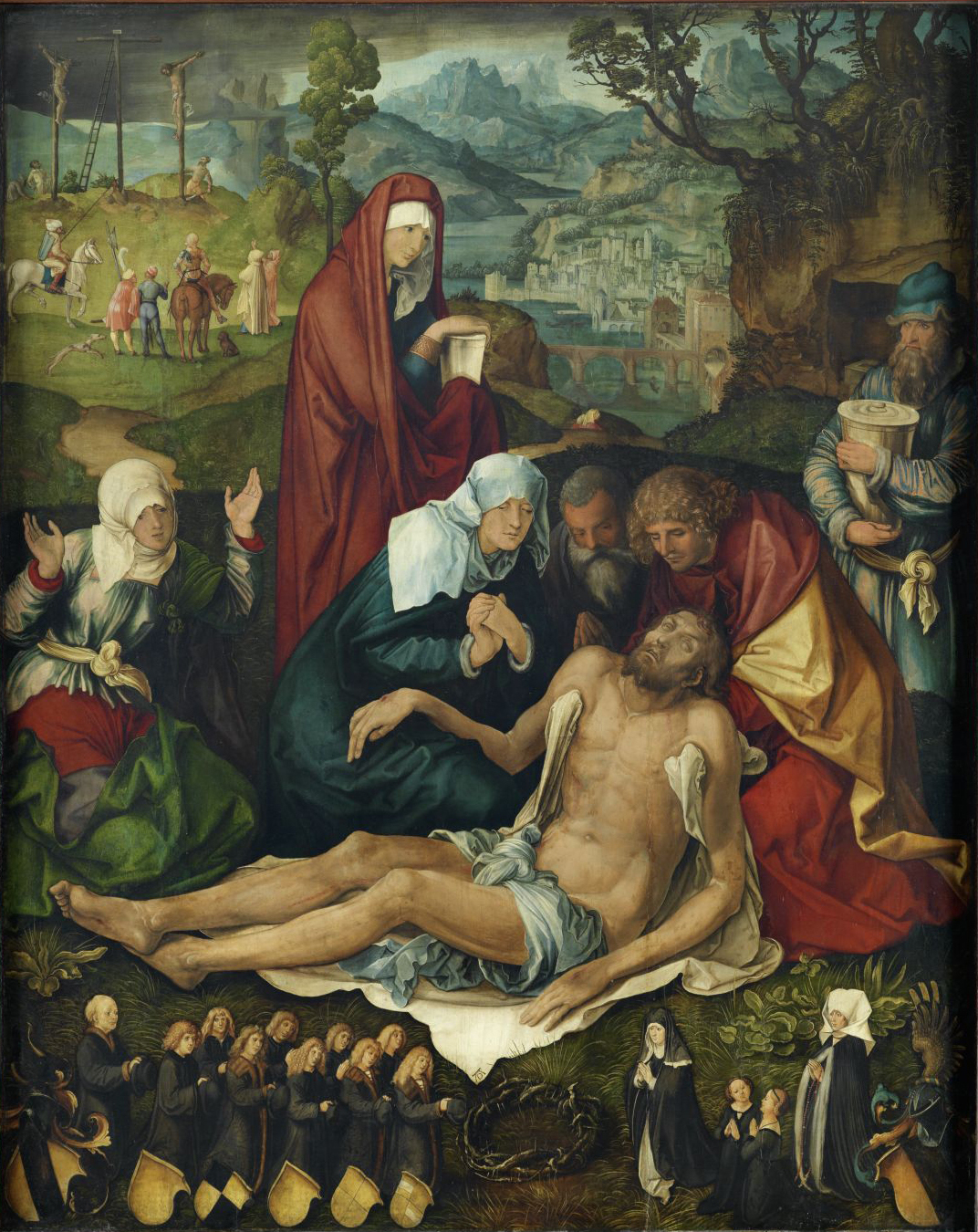
Kristi begråtande – Epitafium över familjen Holzschuher (cirka 1499), Germanisches Nationalmuseum
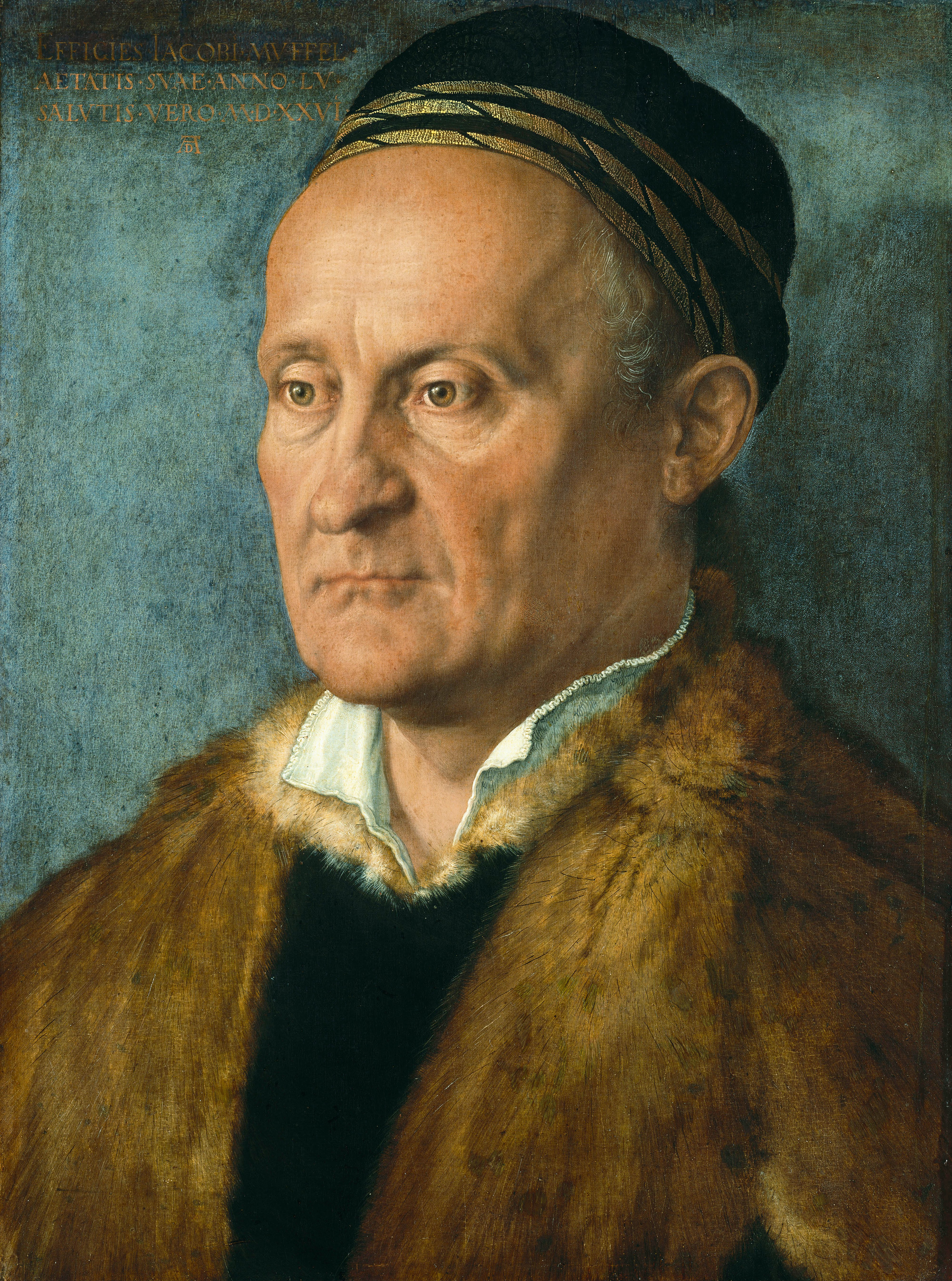
Porträtt av Portrait of Jakob Muffel (1526), Gemäldegalerie
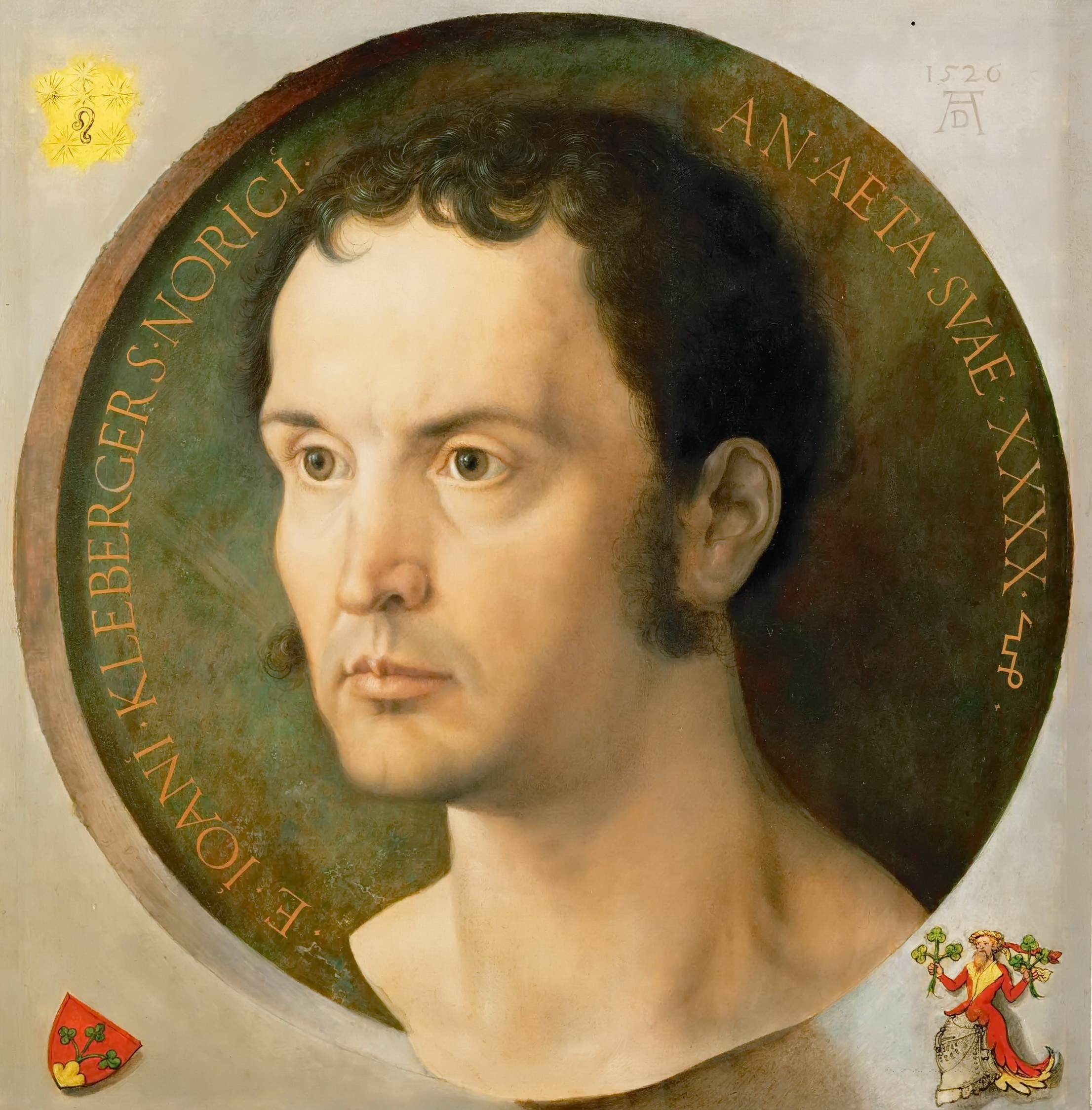
Porträtt av Johann Kleeberger (1526), Kunsthistorisches Museum